# 烏沙恰河
烏沙恰河（白俄羅斯語：Ушача）是白俄羅斯的河流，屬於道加瓦河的左支流，由維捷布斯克州負責管轄，河道全長118公里，流域面積1,150平方公里，每年十二月至翌年四月結冰。